# Elachura formosa
Ratinho-malhado ou carriça-malhada (Elachura formosa) é uma espécie de ave da família Elachuridae. É a única espécie descrita para o gênero Elachura. Ocorre na Ásia, onde está distribuída pela Índia, Nepal, Butão, Bangladesh, Mianmar, China, Laos e Vietnã.

## Nomenclatura e taxonomia
A espécie foi inicialmente descrita por Edward Blyth em 1845 como Troglodytes punctatus. Entretanto, este nome já estava pré-ocupado pelo Troglodytes punctatus descrito por Christian Ludwig Brehm em 1823. Em 1874, Lord Walden cunhou um novo nome para a ave, Troglodytes formosus.
Em 1881, Richard Bowdler Sharpe transferiu a espécie para o gênero Anorthura. Eugene Willian Oates, em 1889, criou um novo gênero, Elachura, recombinando a espécie para Elachura punctata. Sendo corrigida para Elachura formosa por Edward Charles Stuart Baker em 1923. Em 1964, a espécie foi transferida para o gênero Spelaeornis. Em 2007, Collar e Robson retornaram a espécie para o gênero Elachura. Em 2014, análises moleculares confirmaram a posição da espécie no gênero Elachura.
Inicialmente classificada na família Troglodytidae, foi transferida para a Timaliidae em 1964. Em 2014, Alström e colaboradores demonstraram que a espécie não está relacionada como outros membros da família Timaliidae, e representa uma linhagem basal dentro do clado Passerida, criando uma nova família, Elachuridae, para o abrigar o gênero Elachura, e por consequência sua única espécie reconhecida, Elachura formosa. A espécie é monotípica.

## Distribuição geográfica e habitat
A espécie está distribuída na Índia, Nepal, Butão, Bangladesh, Mianmar, China, Laos e Vietnã. Seus habitats naturais são as florestas úmidas de alta altitude tropicais ou subtropicais. Esta espécie é encontrada nas áreas de matagais densos dentro destas florestas, com preferência para áreas densamente cobertas com samambaia, rochas recobertas de musgos, troncos caídos em decomposição e matagais (muitas vezes próximos a córregos e arroios) de grama alta ou vegetação arbustiva.